# Fischer-Kleinflughund

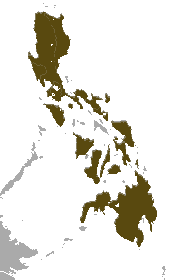
Verbreitungsgebiet des Fischer-Kleinflughund.

Der Fischer-Kleinflughund (Haplonycteris fischeri) ist eine auf den Philippinen vorkommende Art der Gattungsgruppe Kurznasenflughunde. Er ist der einzige Vertreter der Gattung Haplonycteris.

## Merkmale
Mit einer Kopf-Rumpf-Länge von 69 bis 78 mm, einer Unterarmlänge von 46 bis 52 mm und einem Gewicht von 16 bis 21 g zählt der Fischer-Kleinflughund zu den kleinsten Flughunden. Die Länge der Hinterfüße beträgt 12 bis 14 mm, ein Schwanz fehlt und die Ohren sind 12 bis 14 mm lang. Die rohrförmigen Nasenflügel sind trotz Zugehörigkeit der Art zu den Kurznasenflughunden recht lang und die Lippenrinne (Philtrum) ist V-förmig. Weiterhin ist der Kopf durch große Augen und durch braune abgerundete Ohren gekennzeichnet. Das kurze weiche Fell des Kopfes und das lange weiche Fell der Oberseite haben eine dunkle rotbraune Farbe. Zusätzlich ist der Ansatz der Unterarme mit Haaren bedeckt, die auf der Rückseite hell sind. Auf der Brust und auf dem Bauch kommt hellbraunes Fell vor. Der Fischer-Kleinflughund besitzt dunkelbraune Flügel und eine Schwanzflughaut, die zur Mitte hin schmaler wird. Typisch für die Art sind lange Daumen.
Im Ober- und Unterkiefer sind auf jeder Seite ein Schneidezahn, ein Eckzahn, drei Prämolare und ein molarer Zahn vorhanden.

## Verbreitung
Der Fischer-Kleinflughund bewohnt fast die gesamten Philippinen mit Ausnahme von Palawan, Busuanga und zugehörigen kleinen Inseln. Er hält sich im Flachland und in Gebirgen bis 2250 Meter Höhe auf. Als Habitat dienen feuchte ursprüngliche Wälder, Aufforstungsgebiete und Landwirtschaftsflächen mit Bäumen.

## Lebensweise
Die Art ernährt sich hauptsächlich von Früchten, wie Feigen der Art Ficus forstenii. Nach der Paarung ruht der Embryo etwa 8 Monate, so dass die vollständige Trächtigkeitsdauer 11,5 Monate beträgt. Alle Weibchen einer Population gebären ihre Nachkommen etwa gleichzeitig, gewöhnlich zwischen Mai und Juli. Kurz nach der Geburt paaren sich die Weibchen erneut. Die Jungtiere werden ungefähr 2,5 Monate gesäugt und Weibchen können sich schon nach 3 bis 5 Monaten erstmals paaren. Einzelne Exemplare erreichen ein Alter von 8 bis 10 Jahren.

## Gefährdung
Waldrodungen stellen hauptsächlich für Populationen in tieferen Lagen eine Bedrohung dar. Der Gesamtbestand wird von der IUCN als stabil eingeschätzt. Der Fischer-Kleinflughund gilt als „nicht gefährdet“ (least concern).